# Xã Ledyard, Quận Kossuth, Iowa
Xã Ledyard (tiếng Anh: Ledyard Township) là một xã thuộc quận Kossuth, tiểu bang Iowa, Hoa Kỳ. Năm 2010, dân số của xã này là 547 người.